# Нецеча
Нецеча (пол. Nieciecza) — деревня в составе гмины Жабно, Тарнувский повет, Малопольское воеводство, Польша. В деревне проживает 723 человека (по данным 2011 года).

## История города
В 1903 году в селе по инициативе жителей появилась пожарная часть.
8 сентября 1939 года 12-й полк 6-й пехотной дивизии армии «Краков» сразился под Нецечей с немецкими солдатами. В честь этого в 1963 году был воздвигнут памятник.
С 1975 года село принадлежало к Тарнувскому воеводству, вплоть до его упразднения в 1998 году.

## Экономика
В 1984 году в деревне была основана фирма Zakłady Wyrobów Betonowych Krzysztof Witkowski — ręczna produkcja płyt chodnikowych, krawężników, pustaków, chodników, kręgów i rur betonowych, которая занималась сначала производством бетона, а затем солнечных батарей, труб и тротуарной плитки, а также предлагает услуги в дорожном строительстве. В 1992 году она сменила название на Bruk-Bet. Компания является градообразующим предприятием Нецечи.

## Население
По данным 2012 года, в селе проживает 750 человек.

## Образование и религия
В Нецече функционирует одна школа, а в 2009 году она получила статус католической. Ее директором является Данута Витковская, президент футбольного клуба «Термалица». В школе есть существующая с 1915 года хоровая группа
В Нецече есть церковь Пресвятой Девы Марии, Королевы Польши. При ней есть католический приход, входящий в состав Епархии Тарнува.

## Спорт
В деревне есть основанный в 1922 году футбольный клуб «Термалица Брук-Бет Нецеча». Долгое время он выступал в низших лигах, но затем клуб приобрела семья Витковски, владеющая компанией Bruk-Bet. При них клуб стал улучшать свои результаты, и в сезоне Первой лиги Польши 2014/2015 вышел в Экстракласу — высшую лигу Польши — и продержался в ней три сезона. Деревня Нецеча стала самым маленьким по населению населенным пунктом, клуб из которого когда-либо участвовал в высшей лиге европейской страны, побив рекорд шведского «Мьельбю».
Команда проводит домашние матчи на стадионе «Стадион Нецеча КС», вмещающий до 4666 зрителей после расширения в 2015 году.